# Прва бечка арбитража
Прва бечка арбитража или Први бечки ултиматум како се понекад наводи у литератури, је споразум потписан у Бечу 10. новембра 1938. године којим се Чехословачка обавезала тадашњој Мађарској предати територије на југу данашње Словачке на којима су већину становништва чинили Мађари. До њега је дошло под покровитељством нацистичке Немачке и фашистичке Италије, врло брзо након Минхенског споразума којим је Чехословачка била присиљена Немачкој предати Судете, односно гранична подручја са немачком етничком већином.
Прва бечка арбитража, којом је Немачка настојала Мађарску приволити на своју страну за предстојећи светски сукоб, односно оправдати своје захтеве према анексији Судета кроз подржавање сличних иредентистичких затева међу другим државама. То је уједно био и увод у једну од наредних етапа у комадању Чехословачке.
Мађарска је неколико месеци касније, након проглашења независности Словачке, 15. марта 1939. године окупирала и анектирала самопроглашену Карпатску Украјину, а потом након краткотрајног рата са Словачком и део њене источне територије.
Све одлуке донете у Првој бечкој арбитражи поништене су новим мировним споразумима након завршетка Другог светског рата, што је омогућило Чехословачкој државе да са Мађарском исправи све раније повучене границе.

## Дефинииција арбитраже
Арбитража је начин решавања спорова који иако је регулисана бројним међународним и унутрашњим изворима права, нема јединствено прихваћена дефиницију. Она се често назива „суђењем“, јер се заснива на арбитражном споразуму којим два или више субјекта овлашћују арбитра или арбитре да по спроведеном арбитражном поступку донесу обавезујућу одлуку којом ће решити њихов спор. Дакле, судије националних судова свој ауторитет заснивају на овлашћењу државе, док је надлежност арбитара заснована на вољи странака.

## Позадина

### Стање мађарске и русинске мањине у Чехословачкој
У међуратној Европи Чехословачка је као нација (заједно са Краљевином Југославијом) била земља са највише мањина у међуратној Европи. Од 13.600.000 становника забележених у попису становништва 1921. године, само 50,4% су били Чеси и 15% Словаци, док су мањине чинили 23,4% Немци, 3,5% Русини и 5,6% Мађари.
Русини и Мађари су били концентрисани у Карпатској Рутенији и Словачкој, 1 у којој је било концентрисао 637.000 Мађара и 86.000 Русина (21,5%, односно 2,9% становништва региона).
У Карпатској Рутенији је било 373.000 (61,2%) Русина и 192.000 Мађара (17%). У оба региона ове мањине живеле су у компактним областима: Мађари су били концентрисани у јужним равницама, док су Русини насељавали планинске терене.
За разлику од других региона земље, укључивање Словачке у нову републику која је формирана после Првог светског рата било је више из стратешких разлога, а не из историјских или културних.
Русина су на крају постала део Чехословачке захваљујући захтеву русинских емиграната у Сједињеним Америчким Државама.
Правна ситуација Мађара у Чехословачкој била је двосмислена; Споразум у Сен Жермену одобрио им је држављанство, али је Уставом из 1920. године држављанство одобрено само онима који су стално боравили на новој Чехословачкој територији од 1910. године. Ово ограничење је изазвало одлазак између 56.000 и 106.000 Мађара у Мађарску. Поред тога, између 15.000 и 100.000 Мађара остало је без држављанства. Русини су, насупрот томе, имали теоријску територијалну аутономију у оквиру чехословачке државе.
Чехословачки закони дозвољавали су образовање мањинам на свом језику под одређеним условима који су резултовали тиме да је:
- 86,4% мађарских ученика основну школу похађало на свом матерњем језику,
- 72% средњошколаца похађало наставу на свом матерњем језику.

Међутим, у републици није постојало универзитетско образовање које се предавало у Мађарској. У поређењу са предратном и ратном ситуацијом, мађарска перцепција стања у образовању се непрестано погоршавала: број школа је смањен за две трећине, мађарски универзитет је нестао, а дипломе стечене на универзитетима Мађарске нису признате у Чехословачкој.
Значајан део мађарске мањине подржавао је странке критички оријентисана према чехословачкој културној политици, а све мађарске странке у земљи надале су се будућој промени границе која ће делимично или целу Словачку и Карпатску Рутенију вратити у састав Мађарске. Опозиционе странке добиле су око половине мањинских гласова на узастопним парламентарним изборима. Мађарска елита из аустроугарског периода (земљопоседници, свештенство, адвокати, државни службеници, наставници и део јеврејског становништва) противила се новој држави и често је контролисала вођство мађарских партија у Чехословачкој. Сељаштво, већинско међу мањином побољшало је економску ситуацију у новој држави, и наставило је да подржава већину и повратак у Мађарску.
Русини, са своје стране, иако су често подржавали и странке на високом нивоу, нису бранили одвајање од Чехословачке, већ реформу државе како би проширили њену аутономију и површину Карпатске Рутеније на рачун Словачке. Територијална аутономија се није претворила у стварну моћ русинских судова - који се никада нису састали - или гувернера територије, без власти над замеником гувернера кога је именовала централна влада у Прагу. Подршка опозицији заправо је била више из економских него из политичких разлога.
Након краткотрајног побољшања у прочехословачким странкама крајем 1929-тих као резултат побољшања економске ситуације, Велика депресија довела је до повратка већинске опозиције у прашку владу.

## Договори који су претходили арбитражи
Бечкој арбитражи претходио је низ догађаја. Већ 12. јануара 1938 је Уједињена мађарска странка поднела своје захтеве чехоловачкој влади којима су желели да законски регулишу аутономију Словачке, уведу национални катастар и укинуј словачке школе у великим мађарским селима.
Дана 10. марта, мађарски званичници (Андора Јарош, Јанош Естерхази и Геза Сзуло) поново поднели захтеве мађарске мањине која живи у Словачкој, овај пут је тај документ предат директно премијеру Милану Хоџи.
Влада Чехословачке Републике је 26. јула 1938. године одобрила национални статут којим су усклађени различити закони који се тичу слобода националних мањина у области грађанских права, образовања и културе. Требало је усвојити нови закон о језику и одобрити децентрализацију државе, односно аутономију Словачке и Подкарпатске Русије. Уједињена мађарска странка је након месец дана, 27. августа 1938. године одбила национални статус и затражила пуну аутономију за Мађаре у Словачкој.
Дана 21. септембра 1938. године у Будимпешти су се догодиле велике ревизионистичке демонстрације током којих су демонстранти захтевали „припајање словачке браће“ Мађарској.
Дана 23. септембра 1938. године објављена је мобилизација, која је након Минхенског споразума, опозвана, осим у Словачкој, где су мађарске трупе нарушиле границу у околини Римавске Соботе почетком октобра. Међутим, чешко-словачка војска их је одмах протерала.
Минхенски споразум такође укључује амандман за решавање захтева Мађарске у року од три месеца. У њему се захтева да уколико се не постигне споразум, овлашћени потписници треба да одлуче о даљем решењу. Пошто су мађарски политичари сумњали да ли се ревизионистички захтеви могу испунити мирним путем, били су заинтересовани да се проблем реши по диктату великих сила, а не заједничким договором.
У настојању да искористи шок Минхенским споразумом, међународно слабљење Чехословачке, заузетост њене владе у преговорима са Немачком и Пољском и унутрашње политичке проблеме, Мађарска је позвала на брз почетак преговора о новој граници. Притисак је такође укључивао диверзијске и терористичке акције на граници и покушаје изазивања немира у мађарској мањини путем радија, и дистрибуцијом летака и тајних агитатора. Ипак, овај напор није оправдао очекивања, а лидери мађарске мањине уздржали су се од организовања отворених антидржавних акција због страха од одмазде.
Преговори о словачко-мађарској граници договорени су почетком октобра 1938. године. У то време, међутим, у Чехословачкој су се догодиле унутрашње политичке промене (оставка председника и владе и Жилински споразум), и тако је Мађарска 5. октобра 1938. године пристала да одложи преговоре за 9. октобар 1938. године.
У међувремену је Јозеф Тисо постао премијер аутономне владе Словачке, у то време преименоване у Словачку републику у оквиру Чехословачке Републике. Веће министара у Прагу одлучило је да ће чешко-словачку делегацију чинити само словачки и русински представници. То је било у складу са жељама владе Јозева Тисоа, која је веровала да ће давањем аутономије мађарској мањини бити лакше пронаћи компромисно решење.

### Преговори у Коморану (Комарну)
Место преговора
У складу са дипломатским правилима, билатерални преговори словачке и мађарске делегације, о испуњавању одредаба Минхенског споразума започети су 9. октобра 1938. године у месту Коморан или, новије, Комарно (свк. Komárno, мађ. Komárom, нем. Komorn) граду на југу Словачке, који данс Управно припада Њитранском крају, и у оквиру кога је седиште једног од округа (највећем граду у Словачкој са мађарском већином). Место преговора показало се веома штетним за словачку делегацију, јер се локално мађарско становништво залагало за повратак, дочекујући мађарску делегацију са цвећем, и лупањем звона у цркавама. Постављене су мађарске заставе, а током преговора чула се мађарска химна која се певала и на улици.
Састав делегација
Чехословачку делегацију, коју су чинили искључиво Словаци, предводио је Јозеф Тисо, премијер аутономне Словачке, а мађарску министар спољних послова Калман Каниа. Поред тога, у мађарској делегацији био је и Пал Телеки, министар вера и јавног образовања.
Мађарска делегација је допутовала бродом на коме је и била смештена, док је словачка делегација била смештена у хотелу у граду. Место преговора била је среска сала коју је чувала чехословачка војска.
Језик преговора
Као језик преговора договорен је француски, али пошто су сви делегати говорили мађарски, на крају је коришћен и записници су вођени на три језика: француском, словачком и мађарском.
Ток преговора
Због неприпремљености чехословачке делегације и недостатка стручњака, мађарска страна је била стални покретач, али Тисо је одбацивао сва решења. Дана 9. октобра, након што је Каниа саопштио став и меморандум мађарске стране он је предат противничкој страни, а чехословачка делегација затражила је одлагање преговора, позивајући се на проучавање чињеница.
Према попису становништва из 1910. године, мађарски захтев обухватио је подручја насељена Мађарима, са укупним становништвом од 12.940 km², са 1.030.794 становника, а у осталим областима, сва потраживања покривала су 14.153 km², за на којима су желели да одрже референдум.
Заседање је настављено следећег поподнева, чехословачка делегација је одбила све захтеве као одговор, а онда је уследио спор између партија око референдума и веродостојности пописа становништва из 1910. године. Преговори су поново обустављени до следећег јутра, када су стручњаци разговарали о попису становништва из 1910. године, али ставови се нису приближили.
У поподневним сатима делегације су поново разговарале и Тисо је затражио још један прекид да би се разрадио контра предлог. Каниа је то одбио, тако да је Мађарске Делегација успела да натера Словаке у примопредају Иполија и Ујхелија у року од 36 сати, па су то били прва насеља која је Чехословачка вратили по првој одлуци из Беча.
Преговори су настављени у подне 12. октобра. Чехословачки предлог није се дотакао територијалних питања, само перспективе давања аутономије Закарпатју и територијама са мађарском већином. Министар спољних послова Каниа једноставно је назвао Тисоов предлог лошом шалом, а затим је подсетио чехословачку делегацију да је прашка влада пре преговора обавештена да намерава да преговара о територијалним концесијама, чему је и допринела. Други предлог је био Комаром буде слободна лука. То је значило укупну површину од 1.838 km² са 105.418 становника. Будући да је ово био само делић мађарских подручја, чак и према чехословачком попису становништва из 1930, мађарска делегација је одбила понуду. Тисо је предложио да се изврши размена становништва, али се мађарска делегација није вратила разговору о овој идеји до краја преговора. Чехословачка делегација била је уздржана од референдума који су покренули Мађари.
Мађарска делегација је тада позвала Тисоа да поднесе још један предлог, али то би могло да се догоди тек следећег јутра. У новом предлогу, поред Цсаллокоза, била би враћена и нека друга погранична подручја, са укупним становништвом од 5.405 km² 345.000. Мађарска делегација то није прихватила ни као основу за преговоре, а овог пута затражила је да се преговори одложе за 18 сати. Разговор је почело сат времена касније од договореног времена и трајао је само десет минута: Каниа је прочитао изјаву у којој је чехословачка делегација прогласила преговоре бесмисленим и затворила са мађарске стране. Тисо је ово примио к знању, па су се преговори у Комарому завршили 13. октобра 1938. у 19.10. Прекид преговора Словаци су поздравили са папирима.

## Територијалне претензије Мађарске и Пољске
Пољска је 21. септембра 1938. године поднела захтеве Чехословачкој, а затим 1. октобра анектирала Ћешин, насељен углавном Пољацима.
Билатерални разговори са Пољском диктирани Минхенским споразумом започели су тек 25. октобра 1938. године Као резултат тих преговора, Пољска је 1. децембра добила територије, овог пута на северу Словачке (226 km² са 4.280 становника).
Мађарска је затражила повлачење граничне линије на правцу Дуино - Братислава - Њитра - Тлмаче - Љевице - Лучењец - Римавска Собота - Јелшава - Рожњава - Кошице - Требишов - Павловце над Ухом - Ужгород - Мукачево - граница са Румунијом (укључујући и градове). После арбитраже, коначно је повучена линија преко територије на северу омеђене линијом Сењец - Галанта - Врабље - Љевице - Лучењец - Римавска Собота - Јелшава - Рожњава - Кошице - Михалани - Вељке Капушани - Ужгород - Мукачево - граница са Румунијом.
Словачка је овим споразумом изгубила више од четвртине своје територије.

## Послератни прогони
Минхенски споразум, Прва бечка арбитража и учешће мањинских странака у распаду Чехословачке резултовали су редефиницијом политике чехословачке мањине након рата. Иако је међуратна Чехословачка гарантовала релативно велики број мањинских права, а грађанска и социјална права Мађара била су већа него у Мађарској, постала су мета озбиљне дискриминације у послератном периоду.
Чехословачки званичници, имајући у виду претходну мађарску офанзивну иредентистичку политику, присуство мађарске мањине доживљавали су као трајну претњу миру и стабилности државе. После неуспелих покушаја да се постигне његово једнострано расељавање по принципу како је то обављено са Немацим, фокус решења мађарског питања замењено је идејом о размена становништва са Мађарском, једним делом и, ресловакизацијом и присилним пресељењем унутар државе, другим делом.
Овим мерама требало је:
- смањити концентрацију мађарске мањине у јужној Словачкој, размештањем по целој територији Чехословачке,
- након расељавања припремити услове за постепену асимилацију Мађара.
- решити проблем недостатак радне снаге у Чешкој након расељавања Немаца, расељеним Мађарима из словачке.[22] Међутим, Мађари нису пресељени искључиво на чешку границу где су некада живели Немци, већ и у друге централне округе.[23]

Примарни циљ пресељења Мађара унутар Чехословачке био је измена етничког састав Јужне Словачке. Ову регрутацију радне снаге чешки историчар Карел Каплан назвао је унутрашњом колонизацијом, а према њему њихов  политички циљ ... био је премештање дела мађарске мањине са мађарске границе у циљу уништавање компактности ове територијалне јединица. Ова колонизација такође је имала непосредни индустријски циљ - обезбедити осиромашеним деловима радну снагу.
Владин програм из Кошица (5. априла 1945) прихватио је принцип колективне кривице за немачку и мађарску мањину, и наредили заплену њихове имовине и затварање мањинских школа. Мере против мањина образложене су „страшним искуством Чеха и Словака са немачком и мађарском мањином, које у великој мери постају вољно оруђе у служби агресивне спољне политике споља. Владин програм праћен је низом прописа у истом духу. Осим антифашистичких бораца, Мађари су чехословачко држављанство изгубили председничким указом од 2. августа 1945. године Председнички указ „О амнестији за дела извршена током антифашистичке борбе“ спречио је кажњавање најсуровијих злочина над мађарском мањином. Две државе су имале међусобну размену становништва (68.407 Мађара и 59.774 Словака). Даљих 31.780 Мађара је протерано јер су се населили на те територије тек након Бечке арбитраже.
Комунистички пуч у Чехословачкој у фебруару 1948. године није одмах поправио статус Мађара, али односи су почели да се нормализују у другој половини 1948. године. Током посете Будимпешти 15. марта 1948. године, председавајући Чехословачке уставне националне скупштине изјавио је да мађарски народ није одговоран за прошлост угњетавања Словака, злочине мађарских племића или режим Миклоша Хортија.
У октобру 1948. године, чехословачки парламент вратио је чехословачко држављанство Мађарима, који су живели у Словачкој на дан 1. новембар 1938. године и који нису осуђивани за злочин. Повратак имовине нестао је у контексту комунистичке колективизације и тако постао небитан.
Две земље су 16. априла 1949. године потписале споразум о пријатељству и сарадњи. Мађарска влада се 25. јула 1949. године обавезала да врати уметничке и историјске реликвије заплењене после Прве бечке арбитраже.
Коначни споразум потписан је 11. новембра 1951. године, са важењем од десет година. овај споразум није у потпуности испоштован.